# Jean-Jacques Delbo
Pour les articles homonymes, voir Delbo.
Jean-Jacques Delbo (de son vrai nom Jean, Fernand Delbonnel) est un acteur français, né le 10 janvier 1909 dans le 11e arrondissement de Paris et mort le 20 mai 1996 à Nice (Alpes-Maritimes).

## Filmographie
- 1936 : Vie à crédit, court métrage de Pierre Boyer
- 1943 : Feu Nicolas de Jacques Houssin : Villier
- 1943 : L'Homme qui vendit son âme de Jean-Paul Paulin : Armand
- 1943 : L'Escalier sans fin de Georges Lacombe : Albert
- 1943 : Le Chant de l'exilé d'André Hugon : Le complice de Riedgo
- 1945 : Dernier Métro de Maurice de Canonge
- 1945 : Les Caves du Majestic de Richard Pottier : Enrico / Jules
- 1945 : Mademoiselle X de Pierre Billon
- 1945 : Adieu chérie de Raymond Bernard : Ricardo
- 1946 : La Foire aux chimères de Pierre Chenal : Lenoir
- 1946 : On ne meurt pas comme ça de Jean Boyer : Pierre Vanier
- 1946 : Une femme coupée en morceaux d'Yvan Noé
- 1946 : Copie conforme de Jean Dréville : Oscar
- 1947 : Un flic de Maurice de Canonge : Zattore
- 1947 : Six heures à perdre d'Alex Joffé et Jean Lévitte : Claude
- 1948 : Erreur judiciaire de Maurice de Canonge
- 1948 : Les souvenirs ne sont pas à vendre de Robert Hennion : Max
- 1948 : Le Bal du comité de défense, court métrage anonyme organisé par le comité de défense du cinéma Français
- 1948 : Cargaison clandestine d'Alfred Rode : Carlos Mendoza
- 1948 : Fort de la solitude de Robert Vernay : François
- 1950 : Le Furet de Raymond Leboursier : Ludovic Chapelle
- 1951 : Les Deux Gamines de Maurice de Canonge : Pierre Manin
- 1951 : Le Roi du bla bla bla de Maurice Labro : Loustot, un gangster
- 1952 : Le hasard mène l'enquête, court métrage de Jean Perdrix
- 1952 : Le Défi, court métrage de Jean Perdrix
- 1953 : Leur dernière nuit de Georges Lacombe : Antoine
- 1953 : Minuit quai de Bercy de Christian Stengel : Martin, le masseur
- 1954 : Si Versailles m'était conté... de Sacha Guitry : Nicolas de La Motte
- 1954 : La Soupe à la grimace de Jean Sacha : Godby
- 1955 : Les pépées font la loi de Raoul André : Rouge, le truand qui bat Nathalie
- 1955 : Cela s'appelle l'aurore de Luis Buñuel : Gorzone
- 1955 : Chiens perdus sans collier de Jean Delannoy : Un joueur de belote
- 1955 : L'Impossible Monsieur Pipelet d'André Hunebelle : M. Francis
- 1955 : Pas de coup dur pour Johnny d'Émile Roussel (réalisateur) : Jérôme
- 1955 : Napoléon de Sacha Guitry : Le général Becker
- 1956 : Si Paris nous était conté de Sacha Guitry : Monsieur de la Personne
- 1957 : Mademoiselle et son gang de Jean Boyer
- 1958 : En bordée de Pierre Chevalier
- 1958 : Le Souffle du désir d'Henry Lepage : Freddy
- 1958 : Le Danger vient de l'espace (La morte viene della spazio) de Paolo Heusch : Sergei Boetnikov
- 1959 : Grand hôtel (Menschen im Hotel) de Gottfried Reinhardt : Le premier portier
- 1959 : Filles de nuit de Maurice Cloche
- 1959 : Le Grand chef d'Henri Verneuil : M. Jumelin
- 1960 : Division Brandenburg de Harald Philipp : Secret Service Man
- 1960 : Le Diabolique docteur Mabuse (Die tausend augen des Dr Mabuse) de Fritz Lang : Barmixer
- 1960 : Il suffit d'aimer de Robert Darène : Le commissaire Jacomet
- 1961 : La Ruée des Vikings (Gli invasori) de Mario Bava : Olaf
- 1961 : Scandale sur la Riviera (Riviera-Story) de Wolfgang Becker
- 1961 : Le Comte de Monte Cristo de Claude Autant-Lara
- 1961 : La Fayette de Jean Dréville : L'exempt
- 1963 : L'Appartement du dernier étage (L'attico) de Gianni Puccini
- 1963 : Chair de poule de Julien Duvivier : Joubert
- 1963 : Mélodie en sous-sol d'Henri Verneuil : Le chorégraphe
- 1963 : La Bande à Bobo de Tony Saytor
- 1965 : Le Chant du monde de Marcel Camus
- 1966 : Le train bleu s'arrête 13 fois, épisode Nice, cabine 2 de Maurice de Canonge : Jacques Moran
- 1967 : Toutes folles de lui de Norbert Carbonnaux : L'attaché
- 1968 : La Blonde de Pékin de Nicolas Gessner : Olsen
- 1971 : Sans mobile apparent de Philippe Labro : Le supérieur
- 1971 : Sur un arbre perché de Serge Korber : Le yachtman
- 1975 : Dupont Lajoie d'Yves Boisset : Le médecin-légiste
- 1980 : Lulu de Walerian Borowczyk : Le docteur Goll

## Théâtre
- 1937 : L'Opéra de quat'sous de Bertolt Brecht, mise en scène Francesco von Mendelssohn (de), Raymond Rouleau, Théâtre de l'Étoile
- 1942 : La mégère apprivoisée, adaptation de Paul Delair, mise en scène Delbo au sein du Rideau de Tours avec comme actrice Noëlle Norman, décors et musique par le peintre Bernard Boesch, Tours.
- 1943 : Rêves à forfait de Marc-Gilbert Sauvajon, Théâtre Daunou
- 1946 : La Nuit du 16 janvier d'Ayn Rand, mise en scène Jacques Baumer, Théâtre de l'Apollo
- 1952 : Jésus la Caille, adapté du roman Jésus-la-Caille de Francis Carco, mise en scène Pierre Valde, Théâtre des Célestins, Théâtre Gramont, Théâtre Antoine
- 1956 : Le Capitaine Fanfaron de Bernard Zimmer d'après Plaute, mise en scène Henri Soubeyran, Théâtre des Mathurins
- 1957 : La Magicienne en pantoufles de John Van Druten, mise en scène Louis Ducreux, Théâtre des Ambassadeurs
- 1957 : Ne quittez pas... de Marc-Gilbert Sauvajon et Guy Bolton, mise en scène Marc-Gilbert Sauvajon, Théâtre des Nouveautés
- 1970 : Pucelle de Jacques Audiberti, mise en scène Gabriel Monnet, Théâtre de Nice
- 1975 : Barbe-bleue et son fils imberbe de Jean-Pierre Bisson, mise en scène de l'auteur, Théâtre de Nice
- 1976 : Barbe-bleue et son fils imberbe de Jean-Pierre Bisson, mise en scène de l'auteur, Théâtre Récamier
- 1979 : Un balcon sur les Andes d'Eduardo Manet, mise en scène Jean-Louis Thamin, Théâtre de Nice
- 1980 : Un balcon sur les Andes d'Eduardo Manet, mise en scène Jean-Louis Thamin, Théâtre national de l'Odéon
- 1981 : Les Serments indiscrets de Marivaux, mise en scène Jean-Louis Thamin, Théâtre de l'Est parisien, Nouveau Théâtre de Nice
- 1982 :  Les Serments indiscrets de Marivaux, mise en scène Jean-Louis Thamin, Nouveau Théâtre de Nice
- 1983: L’idiot de Doestoievski, mise en scène Jean Louis Thamin, Nouveau Théâtre de Nice

## Livre audio
- 1959 : La forteresse (roman policier) de Noël Calef, maison de disques Festival, disque n°4 de la collection La Clé du Mystère avec Jacques Berthier et Marie Mansart[1]